# Hosszúuszonyú makócápa
A hosszúuszonyú makócápa (Isurus paucus) a porcos halak (Chondrichthyes) osztályának heringcápa-alakúak (Lamniformes) rendjébe, ezen belül a heringcápafélék (Lamnidae) családjába tartozó faj.

## Előfordulása
A hosszúuszonyú makócápa az Atlanti-óceán nyugati felén a Golf-áramlatban, Florida és Kuba vizeiben fordul elő, de már Brazília déli partjainál is észrevették. Ugyanez óceán keleti felében, Guinea és Ghána között található meg. Az Indiai-óceánban, csak Madagaszkár környékén lelhető fel. A Csendes-óceánban levő elterjedési területe Tajvan és Hawaii között van.

## Megjelenése
Ez a cápa általában 200 centiméter hosszú, a nőstények akár 417 centiméteresre is megnőhetnek. 205-228 centiméteresen felnőttnek számítanak. A mellúszói körülbelül olyan hosszúak, mint az állat feje. Az állat feje nem keskenyedik el annyira, mint rokona, a röviduszonyú makócápa esetében; elülső pofája tompább. Az elülső fogain a bemélyedések egyenesek, a fogak nem horogszerűek. Farokúszója félhold alakú, nagyon hosszú alsó nyúlvánnyal. Háti része sötétkék, hasi része fehér. Szájtájékánál szürke foltozás látható.

## Életmódja
Főleg a nyílttengert kedveli, 200 méter mélyre is lemerülhet. Valószínűleg rajhalakkal és nyílttengeri fejlábúakkal táplálkozik.

## Szaporodása
A hosszúuszonyú makócápa ál-elevenszülő, vagyis a hím által megtermékenyített peték, a nőstény petefészek vezetékének üregében fejlődnek ki. A kiscápák a vemhesség alatt a szikzacskóból és a terméketlen petékből táplálkoznak. Az alomban 2 kiscápa van.

## Felhasználása
Habár halászhajókkal is halásszák, nem ipari mértékben. Frissen, szárítva, fütölve, sózva vagy fagyasztva árusítják; főzve és sülve fogyasztható. Úszóiból cápauszonyleves készül. Bőrét, olaját hasznosítják. Állkapcsait és fogait emléktárgyként árusítják.
Az emberre nézve veszélyes lehet.